# عزان (شبوة)
عزان هي إحدى مدن الجمهورية اليمنية. تتبع جغرافياً لمحافظة شبوة وإداريًا لمديرية ميفعة. يبلغ تعداد سكانها 12,400 نسمة حسب الإحصاء الذي أجري عام 2004.